# Дурасово (Мордовия)
Дурасово — село в составе Семилейского сельского поселения в Кочкуровском районе республики Мордовия.

## География
Находится у речки Карнай (Пырма) на расстоянии примерно 10 километров по прямой на запад-юго-запад от районного центра села  Кочкурово.

## История
Основано дворянами Дурасовыми, служившими в XVII веке по Атемару и Саранску. До 1799 года считалось деревней, селом стало после строительства деревянной Сергиевской церкви. В 1869 году учтено как владельческое село Саранского уезда из 73 дворов.

## Население
Постоянное население составляло 8 человек (русские 100%) в 2002 году, 7 в 2010 году .